# Pat O'Connor (réalisateur)
Pour les articles homonymes, voir Pat O'Connor.
Pat O'Connor est un réalisateur irlandais né en 1943 à Ardmore.

## Biographie
En 1982, O'Connor a remporté un Jacob's Award pour sa réalisation de l'adaptation télévisée RTÉ de la nouvelle Ballroom of Romance de William Trevor, avec Cyril Cusack et Brenda Fricker. Il a été tourné près du village de Ballycroy, dans le comté de Mayo. Il a ensuite remporté le prix BAFTA du meilleur drame télévisé unique en 1983 pour le même travail. Il a également réalisé One of Ourselves de Trevor pour BBC TV, avec à nouveau Cyril Cusack, et filmé à Cappoquin et Lismore, dans le comté de Waterford. 
Depuis 1991, il est marié avec l'actrice Mary Elizabeth Mastrantonio, rencontrée sur le tournage de Calendrier meurtrier. Le couple vit à Londres avec ses deux fils.

## Filmographie
- 1979 : Miracles & Miss Langan (TV)
- 1982 : The Ballroom of Romance
- 1983 : One of Ourselves (TV)
- 1984 : Cal
- 1987 : Un mois à la campagne (A Month in the Country)
- 1988 : Stars and Bars
- 1989 : Calendrier meurtrier (The January Man)
- 1990 : Fools of Fortune
- 1992 : Force of Duty (TV)
- 1993 : Zelda (TV)
- 1995 : Le Cercle des amies (Circle of Friends)
- 1997 : Les Années rebelles (Inventing the Abbotts)
- 1998 : Les Moissons d'Irlande (Dancing at Lughnasa)
- 2001 : Sweet November